# Phyllodes staudingeri
Phyllodes staudingeri är en fjärilsart som beskrevs av Semper 1901. Phyllodes staudingeri ingår i släktet Phyllodes och familjen nattflyn. Inga underarter finns listade i Catalogue of Life.